# 布爾弗羅格 (內華達州)
布爾弗羅格（英語：Bullfrog）是位於美國內華達州奈縣的鬼鎮。

## 歷史
布爾弗羅格的郵局於1950年設立，其後於1909年停運。

## 地理
布爾弗羅格所處的海拔為高於海平面1085米（即3560英呎），而該地所採用的時區為UTC-8，即太平洋时区（PST）。同時該地設有夏令時間，為UTC-8調快一小時，即UTC-7（PDT）。